# 大行社政治連盟
大行社政治連盟（たいこうしゃせいじれんめい）は、大行社から分派した政治団体。第15回参議院議員通常選挙に出馬した。

## 沿革
1989年、政治結社大行社から分派して設立届出。大行社は稲川会系であるが、大行社政治連盟は独立した政治団体であった。
1989年7月23日の第15回参議院議員通常選挙に、確認団体として比例代表区に丸山孝（名簿搭載順位第1位）・石川佐智子（「日本教育正常化促進連盟」代表）ら9名の候補者を擁立するも全員落選（得票24030）し、供託金没収。また宮城県選挙区に元日本社会党衆議院議員（1期）千葉佳男を擁立するも落選（7名中7位、得票9000）、供託金没収となった。比例代表区の得票24030票は同選挙に出馬した右翼政党ではトップだった。次点は日本青年社の18953票。
自民党が不祥事続きで過半数を割り込み惨敗し、国民の不信感から社会党が大躍進を遂げた同選挙では、多くの右翼団体が当落を度外視して立候補した。乱立による票の目減りを承知で社会共産両党への集中攻撃として立候補し、自民党を応援することはこれまでにもあったが、同選挙では、独自の政策を掲げて戦った点が違った。大行社政治連盟は、源田実（元参議院議員）や斎藤忠（評論家）らを推薦人として迎え、1.政界の浄化、2.皇室中心の文化系統の守護、3.心を大切にする教育、4.平等主義、5.消費税の改善を選挙スローガンにうたった。「心を大切にする教育」は「こどもの非行化、暴力化、とりわけ少年犯罪の凶悪化は、現行教育制度に欠陥がある」という指摘は古いようで新しかった。中野信吉は「何より、社共攻撃一本ヤリの反共問屋から本気で自分の政策を打ち出して選挙を戦ったことが評価できる」と分析する。
1997年、解散。